# Шаяхметов, Фазулла Зайнуллович
Фазулла Зайнуллович Шаяхметов — тракторист колхоза «Коммунар» Учалинского района РБ, Герой Социалистического Труда (1966).

## Биография
Родился 22 апреля 1929 года в дер. Ишкинево Учалинского района БашАССР в крестьянской семье. Окончил школу.
С 1945 года работал в колхозе "Коммунар".  С 1945 года тракторист колхоза, с 1949 года — начальник механизированного отряда по возделыванию зерновых культур, в 1959—1989 годах — бригадир тракторной бригады. В работе добился выдающихся успехов в валовом сборе зерна.
В 1959—1965 годах бригада Шаяхметова заготовила зерна 923 т, урожайность зерновых культур составила — 17,6 ц/ га, в т.ч. пшеницы — 19,1. В 1965 году им выработано 1250 га пахоты при плане 700 га.
Жил в селе Расулево Учалинского района Башкирии.
Всю жизнь проработал на колхозных полях. Вместе с женой Асмой Мухамадеевной вырастили 10 детей: 5 сыновей и 5 дочерей. На пенсии с 1994 года.
Умер 10 ноября 2002 года.

## Награды
Орден Ленина, медали.